# 丸山断層

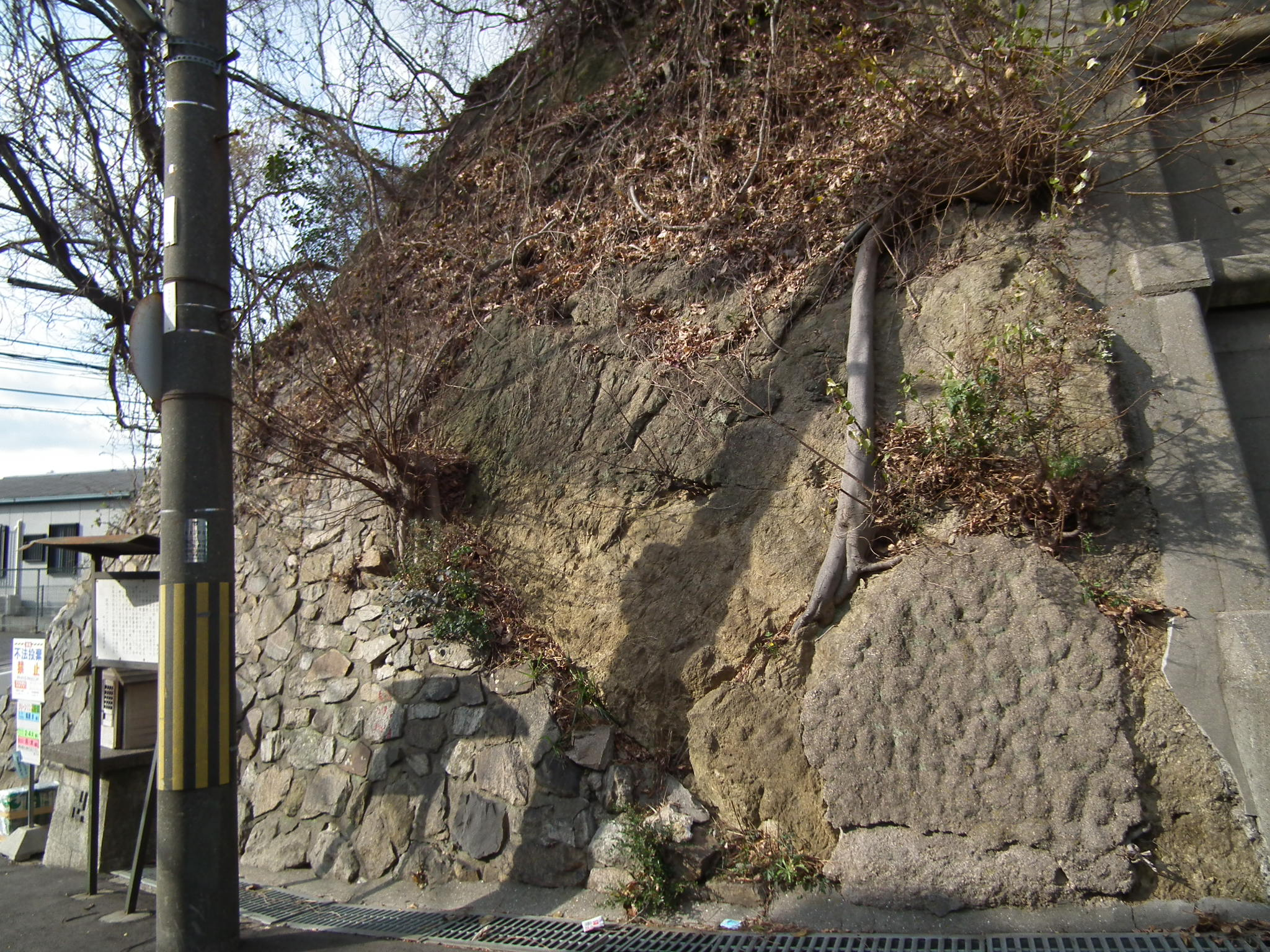
丸山衝上断層

丸山断層（まるやまだんそう）は、兵庫県神戸市長田区明泉寺町にある衝上断層（逆断層）。1937年（昭和12年）12月21日、「神戸丸山衝上断層」として国の天然記念物に指定される。

## 概要
六甲山塊北部にある大断層の一部で、1932年（昭和7年）、京都大学助教授であった上治寅治郎により発見される。規模は256.9m2。
この断層の特徴は、発見当時より、約1500万年前にできた地層の上にそれよりもずっと古い中生代初期の約1億9000万年前にできたと推測される花崗岩が突上げて、逆転し重なっている点である。これは大阪湾の陥没に伴ったと考えられる大きな地殻変動の結果、六甲の基盤をなす花崗岩が周囲の神戸層群を押しのけ、せりあがってきたためと考えられている。
この断層が国の天然記念物に指定されたのは、昭和初期当時近畿では存在しないと考えられていた逆断層であり、しかも断層面が低角度の衝上断層と呼ばれるものであったことが重視されたからだと言われている。

## 六甲山成因論に与えた影響

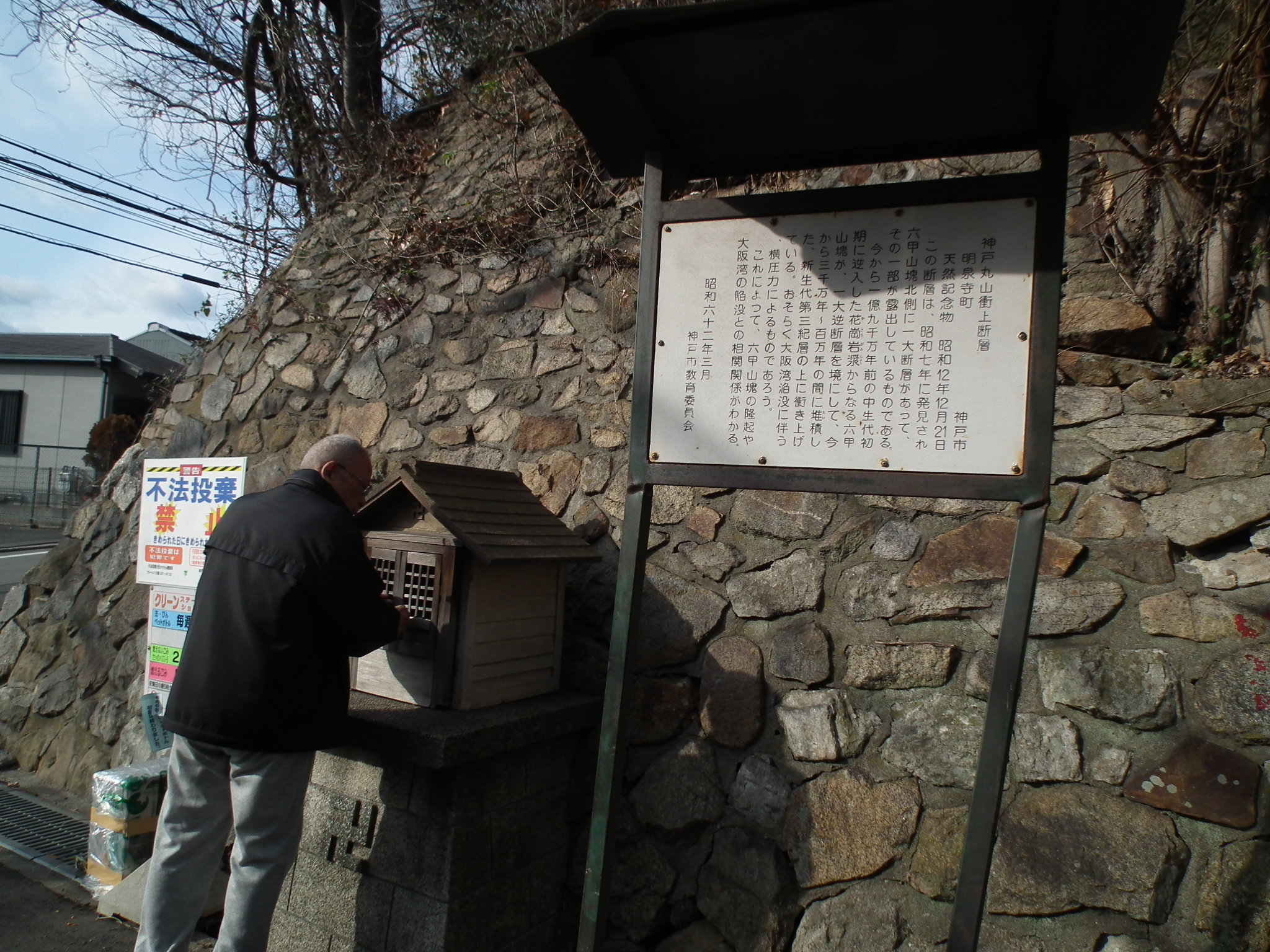
丸山衝上断層

この衝上断層の発見は、六甲山成因論に大きな影響を与えた。これまでは六甲山の成り立ちは、地塁説（六甲山地塁説）で説明されてきており定説となっていた。これは、六甲山の高い中央部を除いた南北の両側が、陥没して低くなり、北側に落ちて谷状の凹地になったのが、現在の箕谷から花山、大池、有馬、さらに生瀬、宝塚にいたる低地帯であり、南側に落ちてできたのが現在の神戸の市街地であり、ずり落ちずに残った高地が現在の六甲山であるという考えである。
ところが、丸山衝上断層の発見により、地塁説とは全く逆の、地殻にかかる側方からの圧力により、基盤が上向きに隆起し六甲山を形成したのではという正反対の発想がなされ始めたのだが、これはまさに天動説に対する地動説のように天と地がひっくり返るような発想の逆転であったため、旧説を唱える人たちの感情的反発により、容易には認められなかった。衝上断層の発見後、約20年過ぎて開かれた日本地理学会で行われた野外巡検の際にすら、夜を徹するような議論が巻き起こったと伝えられる。